# Asbeke-Kinzbachtal
Das Asbeke-Kinzbachtal und das Asbeketal sind zwei zusammenhängende Naturschutzgebiete im Kreis Herford mit einer Gesamtgröße von rund 145,7 Hektar (ha). Das Gesamtgebiet bildet naturräumlich eine Einheit, wird amtlich jedoch unter zwei verschiedenen Nummern geführt, das Asbeke-Kinzbachtal, das mit einer Größe von etwa 123,7 ha vollständig auf dem Gebiet der Stadt Herford trägt die Nummer HF-016, das Asbeketal, mit einer Größe von rund 22 ha vollständig auf dem Gebiet der Stadt Enger befindlich, wird mit der Nummer HF-015 geführt.
Etwa 5 km des Laufs des Eickumer Mühlenbachs (auch Kinzbach oder Kinzbeke genannt), sowie Bereiche der Nebenbäche Asbeke und Lambach samt Uferwiesen, sind unter Schutz gestellt. Zusammengenommen bilden beide das drittgrößte Naturschutzgebiet im Kreis Herford. Das Tal ist schützenswert, weil es zum einen ein für das Ravensberger Land typisches ausgeprägtes Sieksystem umfasst, zum anderen aber auch wertvoller Lebensraum für Flora und Fauna inmitten eines dicht besiedelten Gebiets ist. Das Siek ist weit verzweigt und weist stellenweise ein ausgeprägtes Kastenprofil mit bis zu 10 Meter hohen Randstufen auf. Der feuchte Siekgrund mit seinen Wiesen, Röhrichten, Laubwäldern (vor allem Erlen, Eschen, Eichen und einzelnen Lorbeerweiden) wie auch zahlreichen naturnahen Fließ- und Stillgewässern beherbergt eine große Anzahl von Pflanzen der Roten Liste und seltene Amphibien.

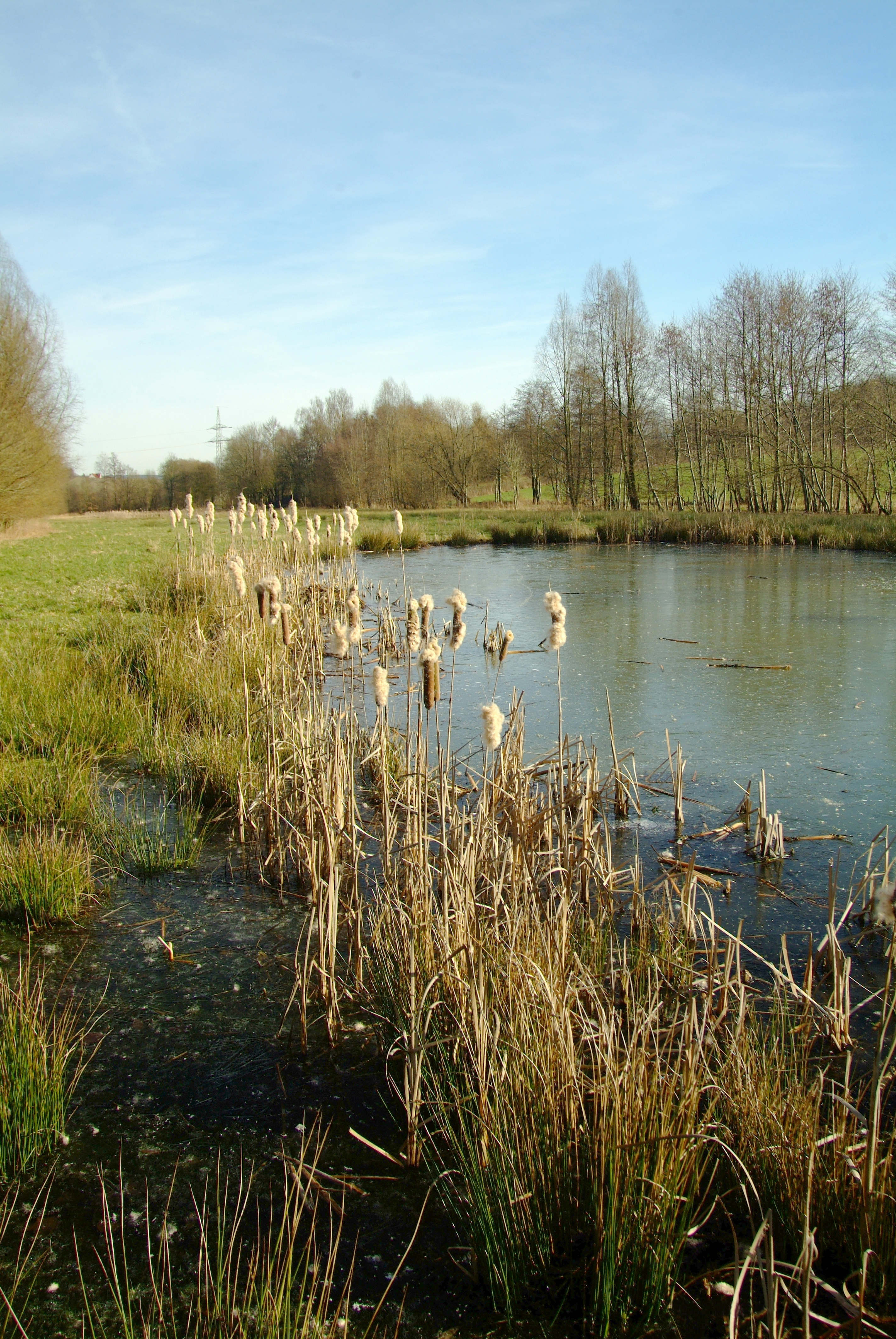
Naturschutzgebiet Asbeke-Kinzbachtal in der Nähe des Diebrocker Friedhofs
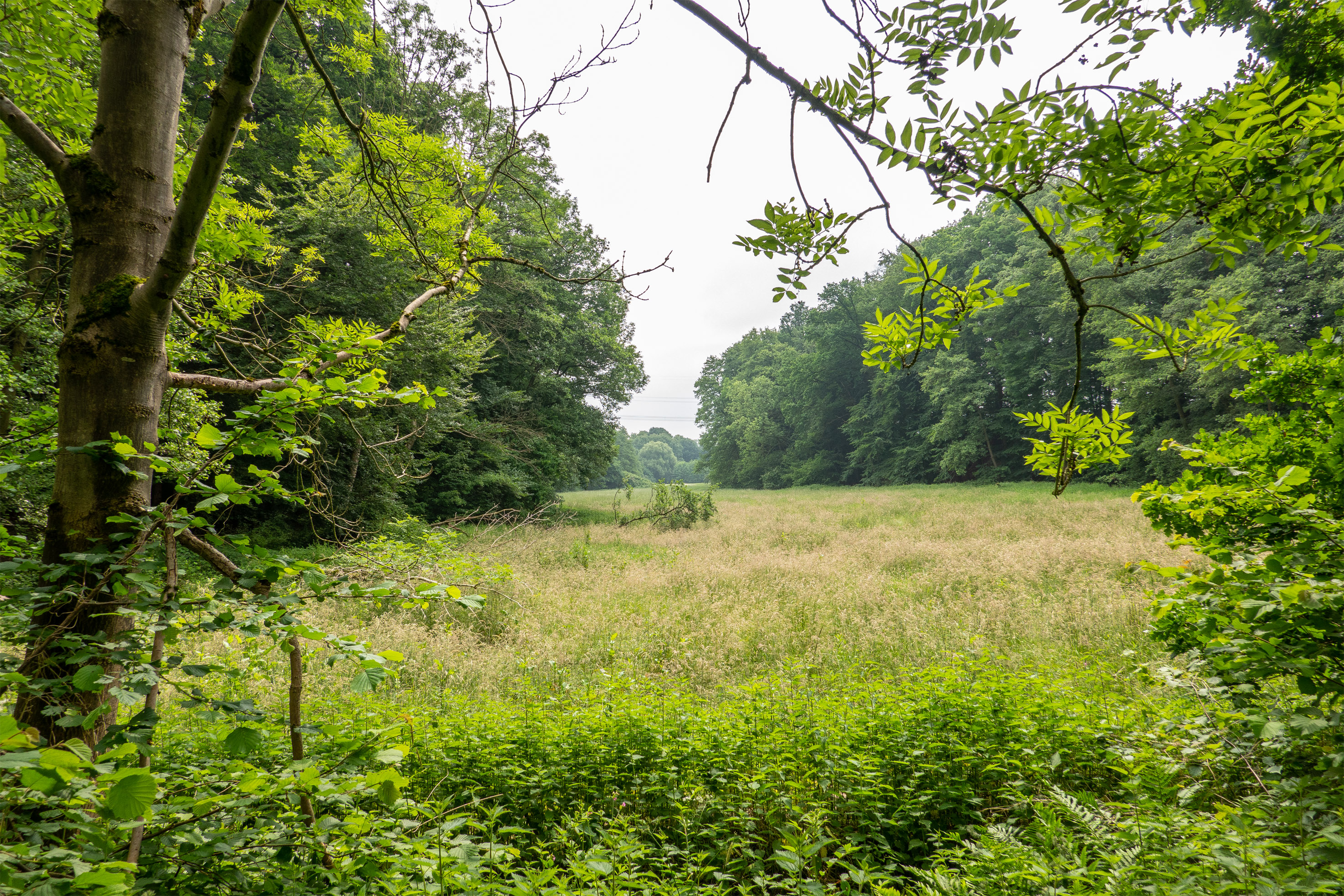
Naturschutzgebiet Asbeke-Kinzbachtal bei Herringhausen-West